# Liste der Monuments historiques in Noironte
Die Liste der Monuments historiques in Noironte führt die Monuments historiques in der französischen Gemeinde Noironte auf.

## Liste der Immobilien
| Bezeichnung         | Beschreibung | Standort            | Kennzeichnung | Schutzstatus   | Datum     | Bild           |
| ------------------- | --- | ------------------- | ------------- | -------------- | --------- | -------------- |
| Château de Noironte | Schloss, ursprünglich aus dem 16. Jahrhundert, zwischen 1786 und 1830 neu erbaut; mit der Innenausstattung, den Wirtschaftsgebäuden und dem Taubenturm | 8 Grande Rue (Lage) | PA00101798    | Inscrit Classé | 1992 1993 | weitere Bilder |

## Liste der Objekte
| Bezeichnung | Beschreibung          | Standort                       | Kennzeichnung | Schutzstatus | Datum | Bild           |
| ----------- | --------------------- | ------------------------------ | ------------- | ------------ | ----- | -------------- |
| Kanzel      | Holz, 18. Jahrhundert | in der Kirche St-Martin (Lage) | PM25001178    | Classé       | 1975  | weitere Bilder |